# Haris Radetinac
Haris Radetinac (Novi Pazar (Servië), 28 oktober 1985) is een Bosnisch voetballer. Hij speelt bij Djurgårdens IF. Voordien kwam hij uit voor FK Novi Pazar, Linköpings FF, Åtvidabergs FF en Mjällby AIF.

## Statistieken
| seizoen    | club           | land   | competitie  | wed. | goals |
| ---------- | -------------- | ------ | ----------- | ---- | ----- |
| 2007       | Åtvidabergs FF | Zweden | Superettan  | 3    | 0     |
| 2008       | Åtvidabergs FF | Zweden | Superettan  | 29   | 4     |
| 2009       | Åtvidabergs FF | Zweden | Superettan  | 30   | 5     |
| 2010       | Åtvidabergs FF | Zweden | Allsvenskan | 30   | 3     |
| 2011       | Åtvidabergs FF | Zweden | Superettan  | 28   | 2     |
| 2012       | Mjällby AIF    | Zweden | Allsvenskan | 29   | 2     |
| 2013       | Mjällby AIF    | Zweden | Allsvenskan | 18   | 3     |
| 2013       | Djurgårdens IF | Zweden | Allsvenskan | 10   | 1     |
| Bijgewerkt | 31-12-2013     |        |             | 177  | 20    |

2 Johansson ·
3 Danielson ·
5 Käck ·
6 Schüller ·
7 Eriksson  ·
9 Radetinac ·
12 T. Bergvall ·
13 Finndell ·
15 Fallenius ·
16 Kaib ·
17 Moros Gracia ·
18 Vá ·
19 Bengtsson ·
20 Alemayehu Mulugeta ·
21 L. Bergvall ·
22 Qurbanly ·
23 Wikheim ·
26 Dahl ·
27 Une Larsson ·
29 Milleskog ·
30 Vaiho ·
35 Widell Zetterström ·
40 Picornell ·
Coach: Bergstrand & Lagerlöf